# Los pingüinos de Madagascar (videojuego)
Los Pingüinos de Madagascar es un videojuego de acción y aventuras para la Nintendo DS basado en la serie de televisión del mismo nombre. El juego fue publicado por THQ y desarrollado por Griptonite Games.

## Trama
En el juego, el equipo del pingüino - Skipper, Kowalski, Rico y Private - ha sido encargado de misiones nuevas alocadas. Los pingüinos deben utilizar el trabajo en equipo con el fin de completar los niveles y crear herramientas útiles y aparatos para avanzar en el juego. Repleto de puzles y basado en misiones de sigilo para llevar a cabo, el jugador alterna entre los pingüinos, realizar movimientos acrobáticos Penguin, abriendo caminos y la creación de artilugios extravagantes. El juego también cuenta con una tontería momentos interactivos, los niveles de bonus y minijuegos. Una característica especial de Nintendo DSi incluye Julien lado división críticas-Rey de instantáneas de fotos. Además, el juego voces escaparate de todo el elenco de la serie de televisión.

## Elenco
- Tom McGrath como Skipper.
- Jeff Bennett como Kowalski.
- James Patrick Stuart como Private.
- John DiMaggio como Rico.
- Danny Jacobs como El Rey Julien XIII.
- John Cothran, Jr como Maurice.
- Dee Bradley Baker como Mort.
- Nicole Sullivan como Marlene.
- Conrad Vernon como Mason.
- Mary Scheer como Alice.
- Fred Tatasciore como Burt.

- Datos: Q5981107